# El club de los incomprendidos
El club de los incomprendidos es una película española de género dramático y romántico del año 2014, dirigida por el director Carlos Sedes, basada en la novela ¡Buenos días, princesa! de Blue Jeans. El filme está protagonizado por 
Charlotte Vega, Àlex Maruny, Ivana Baquero, Michelle Calvó, Jorge Clemente, Andrea Trepat y Patrick Criado. La película se estrenó el 25 de diciembre de 2014 en España.

## Sinopsis
Valeria se acaba de mudar a Madrid tras la separación de sus padres. En su nuevo instituto, el primer día se mete en una pelea por lo que acude a terapias del orientador (como castigo) con otros compañeros del centro. Al principio no le gusta, pero, con el tiempo, acaba encantada con sus nuevos amigos. También hay de por medio alguna que otra historia de amor entre Raúl y Valeria, que deciden pasar un fin de semana fuera, en secreto. Tras la despedida de Meri a Barcelona, Elisabet, que está enferma, ya que ve a una amiga imaginaria que le dice que está siendo engañada, decide suicidarse, aunque los miembros del club de los incomprendidos la salvan.

## Reparto
- Charlotte Vega como Valeria.
- Àlex Maruny como Raúl.
- Ivana Baquero como Meri.
- Michelle Calvó como Elisabeth.
- Jorge Clemente como Bruno.
- Andrea Trepat como Ester.
- Patrick Criado como César.
- Yon González como Rodrigo.
- Raúl Arévalo como Martín.
- Aitana Sánchez-Gijón como Mara.
- Iria del Río como Beatriz.
- Belén López como madre de Eli.
- Javier Ruiz como Agente Inmobiliaria.
- José Ángel Egido como Director.
- Lluís Homar como Chófer.

## Estrenos
| País     | Fecha de estreno        |
| -------- | ----------------------- |
| España   | 25 de diciembre de 2014 |
| Chile    | 9 de abril de 2015      |
| Perú     | 14 de mayo de 2015      |
| México   | 29 de mayo de 2015      |
| Alemania | DVD & Blu-ray           |
| Francia  | DVD & Blu-ray           |
| Italia   | DVD & Blu-ray           |